# 埃万·富尼耶
埃万·马蒂·富尼耶（法語：Evan Mehdi Fournier，1992年10月29日—），法国职业篮球运动员，目前效力于奧林匹亞科斯籃球俱樂部，他在2012年NBA选秀中被丹佛掘金以首轮第20顺位选中。他在2014年世界杯篮球赛为法国国家队出战，并夺得一枚铜牌。

## 生平
2009年，富尼耶加入法国B级联赛的南特队，场均可以贡献4分。次年，他加入普瓦捷86，并效力了2个赛季，在这两个赛季中他场均可以贡献10.3分2.4个篮板球。
在法国联赛的2012赛季结束后，富尼耶参加2012年NBA选秀，并在选秀中以首轮第20顺位被丹佛掘金选中。选秀大会结束之后，他代表丹佛掘金队出战了当年的夏季联赛，并场均拿下14.8分2.4个篮板球和1.4个助攻。2012年7月11日，他与丹佛掘金队签下一份新秀合同。他在2012-13 NBA赛季代表掘金队出战，场均可以贡献5.3分1.2个助攻。赛季结束后他再次参加了同年的NBA夏季联赛，场均可以贡献9.2分2.2个篮板球。在接下来的2013-14 NBA赛季，福尼尔可以为掘金队场均贡献8.4分2.7个篮板球。
2014年6月27日，富尼耶被交易至奥兰多魔术队，以交易阿隆·阿弗拉罗，同时与他一起交易的还有罗伊·德文-马布尔。同年10月27日，魔术队决定执行福尼尔在2015-16 NBA赛季的价值229万美元的球队选项。
2021年3月25日，富尼耶被交易到波士顿凯尔特人队。
2024年2月8日，福尼爾、萊恩·阿希迪亞卡諾、馬拉基·弗林、昆汀·格萊姆斯 和兩個第二輪選秀權被交易到底特律活塞，換取博揚·波格丹諾維奇和亞歷克·伯克斯。